# Diocèse suburbicaire de Porto-Santa Rufina
Le diocèse suburbicaire de Porto-Santa Rufina est l'un des sept diocèses situés proche de Rome (d'où le nom de diocèse suburbicaire) et dépendant du diocèse romain.
Le siège épiscopal se trouve à la cathédrale de La Storta à Rome.

## Territoire
Le territoire diocésain s'étend sur les communes de Fiumicino, Cerveteri, Ladispoli, Santa Marinella, Riano, Castelnuovo di Porto, ainsi que sur les Municipi XV, XVI, XVIII, XIX et XX de la ville de Rome.
L'ensemble compte 53 paroisses.

## Cathédrales
La cathédrale de La Storta est la cathédrale du diocèse.
La cathédrale de Fiumicino est sa co-cathédrale.
L'église Sainte-Marie-Majeure de Cerveteri est une ancienne cathédrale.

## Évêques

### Évêques auxiliaires de Porto et Santa Rufina
- 1908-1914 : Luigi Ermini
- 1926-1929 : Antonio Maria Capettini
- 1933-1946 : Luigi Martinelli
- 1946-1951 : Pietro Villa

### Évêques de Porto et Santa Rufina
- 1967-1984 : Andrea Pangrazio
- 1984-1985 : Pellegrino Tomaso Ronchi
- 1985-1986 : Diego Natale Bona

### Évêques de Porto-Santa Rufina
- 1986-1994 : Diego Natale Bona
- 1994-2001 : Antonio Buoncristiani
- 2002-2021 : Gino Real
- Depuis 2022 : Gianrico Ruzza (it)